# Alberto Marcolini
Alberto Marcolini (Trento, 16 aprile 1969) è un ex pallavolista italiano.
Ha giocato nel ruolo di centrale fino al suo ritiro, avvenuto nel 2001.

## Carriera
Alberto inizia la sua carriera nella pallavolo professionista nel 1988, nella squadra di Serie A2 di Pordenone. L'esordio nella massima serie avviene nel 1990, nella Pallavolo Falconara. Le avventure successive, riguardanti la Serie A2, sono intervallate da anni di pausa, fino al termine della carriera nel 1997.
Ritorna alla pallavolo giocata nel 2000, quando viene chiamato dalla squadra della sua città, la Trentino Volley, al suo primo anno in Serie A1. Al termine della stagione, terminata con la salvezza, si ritira definitivamente.